# Johann Daniel Leers
Johann Daniel Leers (* 23. Februar 1727 in Wunsiedel; † 7. Dezember 1774 in Herborn) war ein Botaniker und Apotheker.
Sein botanisches Autorenkürzel lautet „Leers“.

## Leben
1740 war Leers Apothekerlehrling in Nürnberg und anderen Städten. Er studierte in Straßburg, leitete ab 1755 die Hohe-Schul-Apotheke in Herborn und widmete sich der wissenschaftlichen Erforschung der Herborner Pflanzenwelt. Sein Hauptwerk ist die Flora Herbornensis (1775).

## Werk
Das Besondere am Werk Leers’ ist, dass er erstmals die Flora seiner Heimat exakt beschrieben und mit Standorten versehen hat. Eine Beschreibung der 1140 von ihm im Dillkreis gefundenen Gewächse ist nach den damals noch umstrittenen Linné’schen Klassen geordnet. Die Pflanzen wurden von ihm auf Aquarellen, Zeichnungen und gestochenen Tafeln dargestellt. Seltsamerweise sind zu der in der Nachbarstadt Dillenburg lebenden Botanikerin Catharina Helena Dörrien keine Kontakte bekannt, wohl aber zu dem Schweizer Universalgelehrten und Botaniker Albrecht von Haller. Ein angestrebtes Werk zu einer Fauna von Nassau wurde nie vollendet.
Einen Teil seiner wissenschaftlichen Sammlung eignete sich der deutsche Florist Georg Franz Hoffmann an, einen anderen Teil nahm der Arzt Johann Karl Fuchs in die russische Stadt Kasan mit. Hoffmanns Teil ging 1812 beim Brand von Moskau unter, Fuchs’ Teil ist verschollen.

## Ehrung

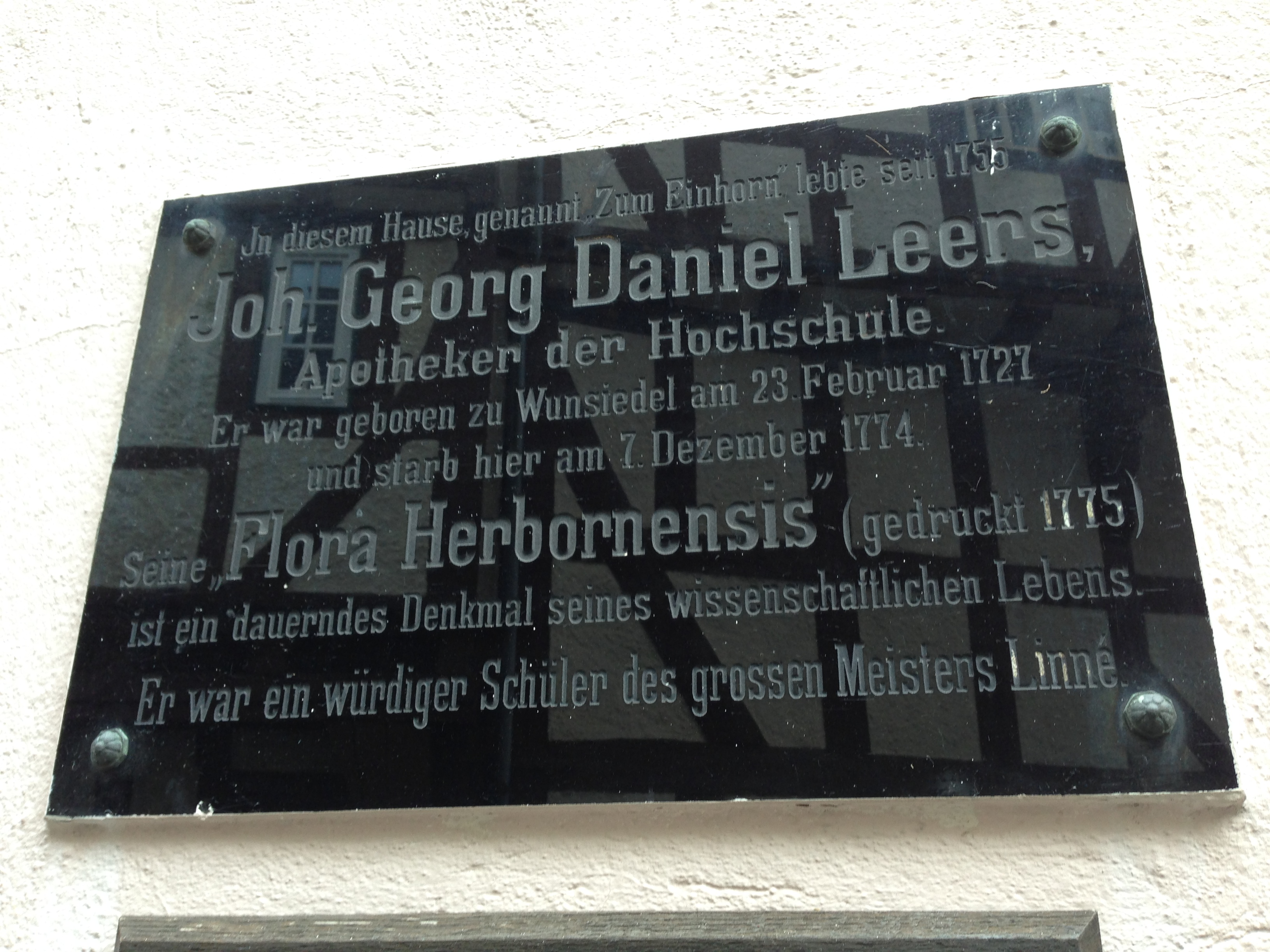
Gedenktafel für Johann Daniel Leers am Haus „Zum Einhorn“ gegenüber der „Hohen Schule“ (Herborn)

Leers’ besonderes Interesse galt den Gräsern. Etwa zehn Pflanzen wurden nach ihm als Erstbeschreiber oder Erstnamensgeber benannt. Nach vielen Änderungen in der Pflanzennomenklatur trägt heute nur noch eine Pflanze seinen Namen: Leersia oryzoides, aus der Familie der Süßgräser (Poaceae, Wilder Reis). In Herborn ist eine botanische Gesellschaft („Freunde der Flora Herbornensis“) nach ihm benannt.

## Nachwirkungen
Lehrs Flora Herbornensis wurde erst 1775 (also postum) von dessen Sohn auf eigene Kosten herausgegeben und erschien aufgrund der Nachfrage später auch in anderen Verlagen (Berlin, Gießen und Köln). Ein Original befindet sich noch heute in der Bibliothek des Theologischen Seminares der Evangelischen Kirche in Hessen und Nassau der ehemaligen Hohen Schule Herborn. In der Folge erschienen viele botanische Führer (etwa J. L. Hergt: Versuch einer systematischen Flora von Hadamar mit einer Anleitung zur Pflanzenkenntnis für Schulen, Hadamar 1822 im Verlag der neuen Gelehrten-Buchhandlung), die gleichfalls auf die lokale Botanik Bezug nahmen, allerdings nicht auf Latein, der Sprache der Wissenschaft, sondern zur weiteren Verbreitung auf Deutsch. Ähnliche Ziele verfolgte auch Friedrich Graffmann: 1988 übersetzte er die Flora Herbornensis und verglich die damaligen Pflanzenstandorte mit ihrem gegenwärtigen Erscheinungsbild. Noch heute kann die Biodiversität im Naturpark Lahn-Dill-Bergland im Gebiet der Hörre in den Zonen Sinner und Herborner Beilstein in Bezug auf Veränderung der Umwelt nachvollzogen werden.